# 米拉斯

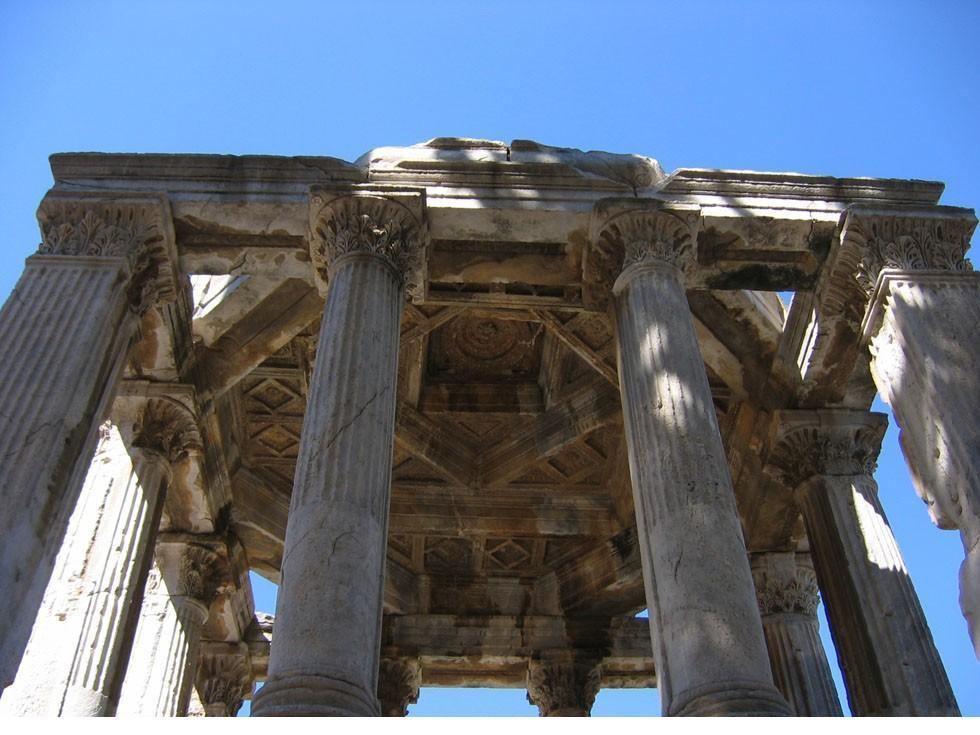

米拉斯是土耳其的城鎮，由穆拉省負責管轄，位於該國西南部，始建於公元前7世紀，面積2,167平方公里，海拔高度2米，鎮上有售賣橄欖油的市集，2010年人口123,984。

## 外部連結
- Milas